# Аньго (шаньюй)
Аньго (кит. трад. 安國, упр. 安国, пиньинь Ānguó) — шаньюй хунну с 93 года по 94 год. Сын Ханя. Друг северных хунну и сторонник мира с ними. Восстал против Китая и был убит придворными.

## Правление
Вступив на престол, Аньго столкнулся с кризисом доверия. Хунну не слишком его уважали, а лучшим лидером державы считали восточного лули Шицзы. Шаньюй решил убить Шицзы, для этого Аньго стал собирать северных хунну, с которыми Шицзы много воевал. Шицзы переселился в Уюань для безопасности и перестал ездить в ставку, притворяясь больным, китайский чиновник Хуан Фулэн заботился о Шицзы. Весной 94 Хуан Фулэна сняли с должности, на которую назначили чжицзиньу Чжу Вэя. Шаньюй стал ссориться с приставом Ду Чуном и стал писать доносы императору на пристава. Ду Чун договорился с правителем Сихэ задержать письма шаньюя, а Чжу Вэй написал императору, что Аньго сблизился с новоприбывшими северянами и желает убить Шицзы и вообще отделиться от Китая. Хань Хэ-ди созвал совет министров. Министры посоветовали назначить специальную проверку положения дел в Хунну и по необходимости сместить шаньюя. Чжу Вэй и Ду Чун подошли к ставке шаньюя с войском. Аньго испугался и ночью бежал, собрав войско он заявил о своей преданности Китаю, но решил немедленно убить Шицзы, который скрылся в городе Маньсянчэн. Аньго закрепился в Уюане. Аньго, несмотря на требования китайских чиновников, не желал сложить оружие. Дядя шаньюя по матери Гудухэу Сивэй решил, что их всех казнят как мятяжников и поэтому убил Аньго.
Шицзы стал шаньюем.